# Zofia Kossuth-Lorecowa
Zofia Kossuth-Lorecowa (ur. 20 maja 1890 w Radomsku, zm. 14 lutego 1922 w Warszawie) – polska graficzka, projektantka kilimów.

## Życiorys
Naukę rozpoczęła na pensji Cecylii Plater-Zyberk w Warszawie, a następnie w gimnazjum w Kielcach, gdzie uczestniczyła w strajku szkolnym w 1905. Studiowała na ASP w Krakowie, należała do Związku Strzeleckiego „Strzelec”. W 1911 wyszła za mąż na Zygmunta Loreca, razem z mężem pełnili funkcje komisarzy podatkowych Polskiego Skarbu Wojskowego oraz agitowali za wstępowaniem do organizowanych oddziałów strzeleckich. Po ogłoszeniu mobilizacji Zofia Kossuth-Lorecowa i jej mąż dostali przydział do Polskiej Intendentury Wojskowej. Po wyjściu pierwszych oddziałów zbrojnych razem z mężem pełnili funkcję kurierów przenoszących instrukcje Komendy Głównej oraz ulotki Komisji Skonfederowanych Stronnictw Narodowych. 30 lipca 1914 zgłosiła się do oddziału strzeleckiego, ale po powstaniu Naczelnego Komitetu Narodowego została przydzielona do biblioteki. Tworzyła papiery listowe, nuty, nekrologi, nalepki. Po 1917 powróciła na uczelnię i ukończyła przerwane studia. Uczestniczyła w Warsztatach Krakowskich, gdzie tworzyła projekty kilimów i batiki. Razem z mężem tworzyli ekslibrisy.